# Hopper (微架构)

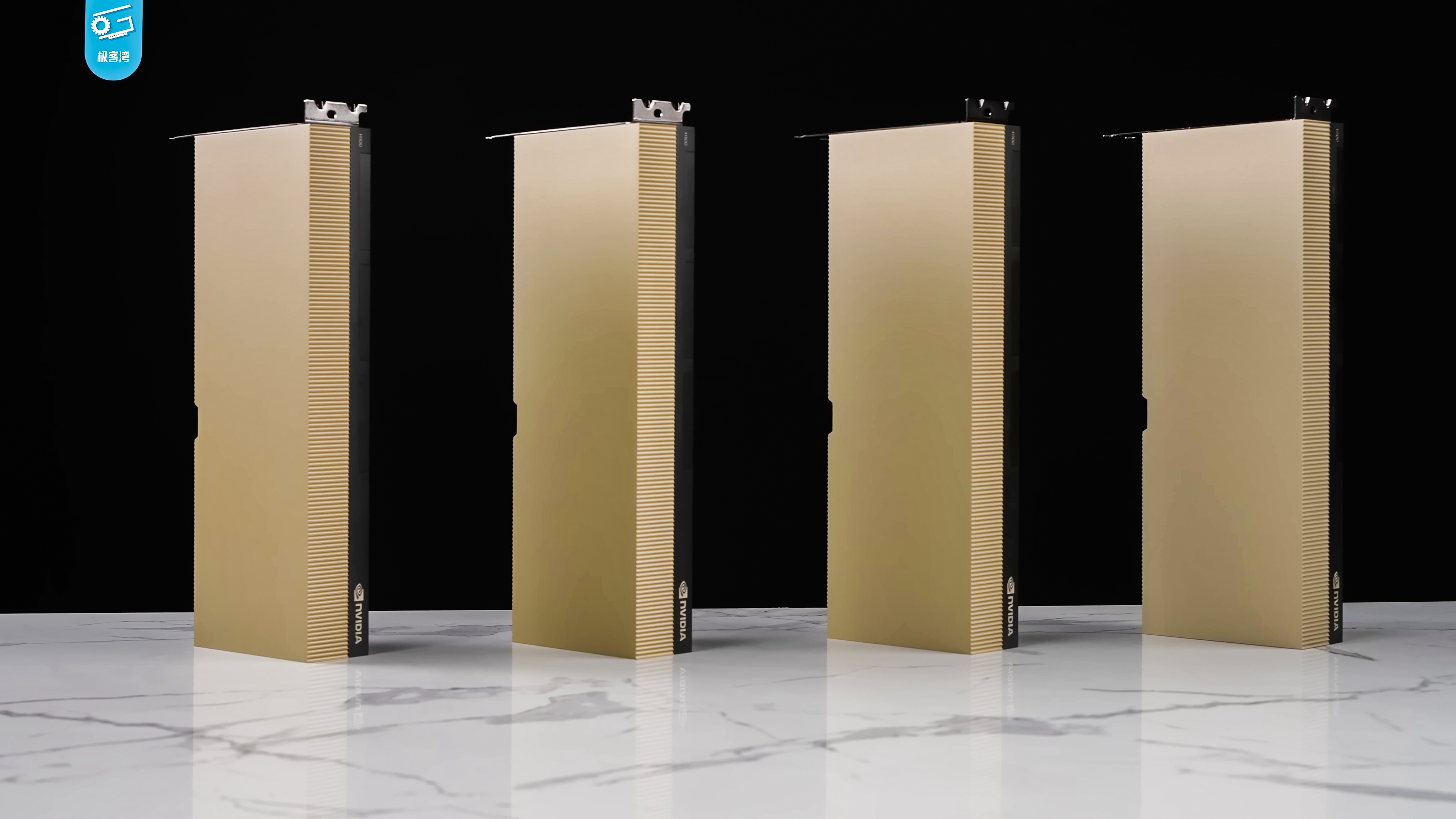
4個Nvidia H100 GPU

Hopper是由Nvidia开发的圖形處理器微架构。Hopper微架构的圖形處理器主要用於数据中心。Hopper微架构的圖形處理器也是NVIDIA Tesla产品线的一部分。Hopper微架构以葛麗絲·霍普的名字命名，于2022年3月正式亮相。
Hopper微架構以電腦科學家兼美國海軍少將葛麗絲·霍普（Grace Hopper）的名字命名，於2019年11月洩露，並於2022年3月正式發布。它在其前身Turing和Ampere微架構的基礎上進行了改進，配備了全新的串流多處理器、更快的記憶體子系統以及Transformer加速引擎。

## 架構
Nvidia Hopper H100 GPU採用台積電N4製程製造，擁有800億個電晶體。它由多達144個串流式多處理器組成。由於SXM5插槽提供的更高記憶體頻寬，Nvidia Hopper H100在SXM5配置下的效能優於在典型的PCIe插槽下。

## 歷史
2019年11月，一個知名的Twitter帳號發佈了一則推文，透露Ampere之後的下一個架構將名為Hopper，以電腦科學家、美國海軍後上將葛麗絲·霍普 命名，她是哈佛马克一号的第一批程式設計師之一。該帳號表示，Hopper將採用多晶片模組設計，這將會以更低的損耗獲得良率提升。
在2022年英伟达GTC期間，Nvidia正式發表Hopper。
2023年末，由於美国政府禁止英伟达向中国出口採用Hopper微架构的H800圖形處理器， 这使得英伟达向中國推出採用Hopper微架构的H20，H20是H100的改进版，也可以視為中國特供版的H100。 不過美國政府又於2025年4月15日阻止英伟达向中國出口H20。
到了2023年，在人工智能熱潮期間，H100 GPU极受歡迎。甲骨文公司的拉里·埃里森（Larry Ellison）當年表示，在與輝達CEO黃仁勳共進晚宴時，他與特斯拉公司和xAI的埃隆·馬斯克（Elon Musk）都在「乞求」輝達提供H100 GPU，他評論說：「我想這是描述它的最佳方式，花了一個小時吃壽司和乞求」。
2024年1月，雷蒙·詹姆斯金融公司（Raymond James Financial）的分析師估計，輝達正在以每顆$25,000美元到$30,000美元之間的價格販售 H100 GPU，而在eBay上，單顆H100的價格飆升至$40,000美元以上。截至2024年2月，據報導輝達甚至還動了用裝甲車運送H100 GPU到資料中心。